# Eamonn Bannon
Eamonn John Bannon (Edimburgo, 18 aprile 1958) è un ex calciatore britannico, di ruolo centrocampista.

## Carriera

### Nazionale
Con la nazionale scozzese ha partecipato ai Mondiali 1986.

## Palmarès

### Club

#### Competizioni nazionali
- Campionato scozzese: 1

Dundee United: 1982-1983
- Coppa di Lega scozzese: 2

Dundee United: 1979-1980, 1980-1981